# Peteria thompsoniae
Peteria thompsoniae är en ärtväxtart som beskrevs av Sereno Watson. Peteria thompsoniae ingår i släktet Peteria och familjen ärtväxter. Inga underarter finns listade i Catalogue of Life.